# Heyuannia
Heyuannia is een geslacht van theropode dinosauriërs, behorend tot de groep van de Oviraptorosauria, dat tijdens het late Krijt leefde in het gebied van het huidige China.

## Naamgeving en vondst
De typesoort Heyuannia huangi is in 2002 benoemd en beschreven door Lü Junchang. De geslachtsnaam verwijst naar de stad Heyuan. De soortaanduiding eert de directeur van het Heyuan Museum, Huang Dong.
Het holotype, HYMV1-1, is in Guangdong bij het dorp Huangsha gevonden in lagen van de Dalangshanformatie. De datering van de formatie is onzeker; zij kan zo oud zijn als het Santonien-Campanien of zo jong als het vroege Maastrichtien. Het bestaat uit een gedeeltelijk skelet met schedel waarvan de voorpoten en de achterste staart ontbreken. Nog vier andere exemplaren, HYMV1-2 tot 1-5, werden bij de beschrijving als paratype aangewezen. Twee verdere specimina, HYMV1-6 en HYMV1-7 werden toegewezen. Deze zijn minder volledig. Lü heeft in 2004 en 2005 nog eens drie publicaties aan de soort gewijd. Daarbij werden nog eens acht fragmentarische exemplaren toegewezen, HYMV2-1 tot en met HYMV2-8. Hierdoor is het merendeel van het skelet bekend en werd Heyuannia een van de best beschreven oviraptoriden. Bij Heyuan zijn ook vele duizenden  dinosauriëreieren gevonden, van een deel daarvan wordt tegenwoordig vermoed dat ze door Heyuannia gelegd zijn; ze werden al in 1983 in de literatuur vermeld.
Heyuannia was de eerste oviraptoride die in het zuiden van China was gevonden.
In 2017 benoemden Gregory Funston e.a. Ajancingenia als een tweede soort van Heyuannia, Heyuannia yanshini, enkel omdat ze de wijze van naamgeving van Ajancingenia afkeurden.

## Beschrijving
Heyuannia is een middelgrote oviraptoride. Gregory S. Paul schatte in 2010 de lichaamslengte op anderhalve meter, het gewicht op twintig kilogram. De kop is relatief klein, de nek lang. De armen zijn kort maar robuust. Het lange darmbeen wijst op krachtig gespierde achterpoten, die echter tamelijk kort zijn.

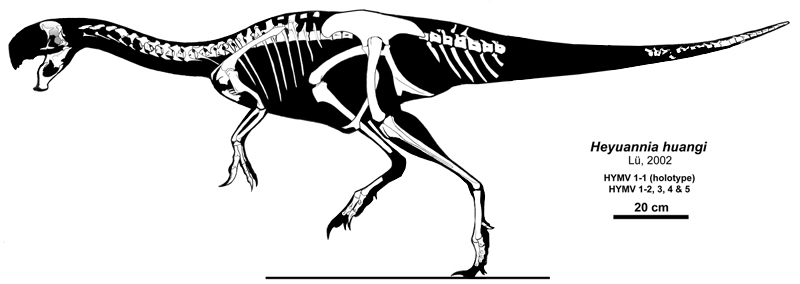
Een reconstructie van het skelet door Jaime Headden

Lü wist enkele onderscheidende kenmerken vast te stellen. In de schedel is het raakvlak van het quadratum met het quadratojugale gegroefd. Aan de voorste zijkant van het quadratum dringt een pneumatisch foramen, een uitloper van de luchtzakken, het bot binnen. De wervelbogen en nekribben van de halswervels tonen ook foramina pneumatica. Het schouderblad en het ravenbeksbeen maken een hoek met elkaar van ongeveer 145°. Het ravenbeksbeen heeft ongeveer 35% van de lengte van het schouderblad. Het eerste middenhandsbeen overgroeit bovenaan het tweede middenhandsbeen. Het schaambeen is even lang als het zitbeen. Het dijbeen heeft 80% van de lengte van het scheenbeen.
De schedel is vrij kort, zo'n vijftien centimeter bij het holotype. De kop is niet zo verhoogd als bij veel andere oviraptoriden. De snuit is vooraan vrij steil maar kromt al snel naar achteren om uit te lopen in een lage neuskam met platliggende neusgaten die niet doorloopt over de achterkant van de schedel.

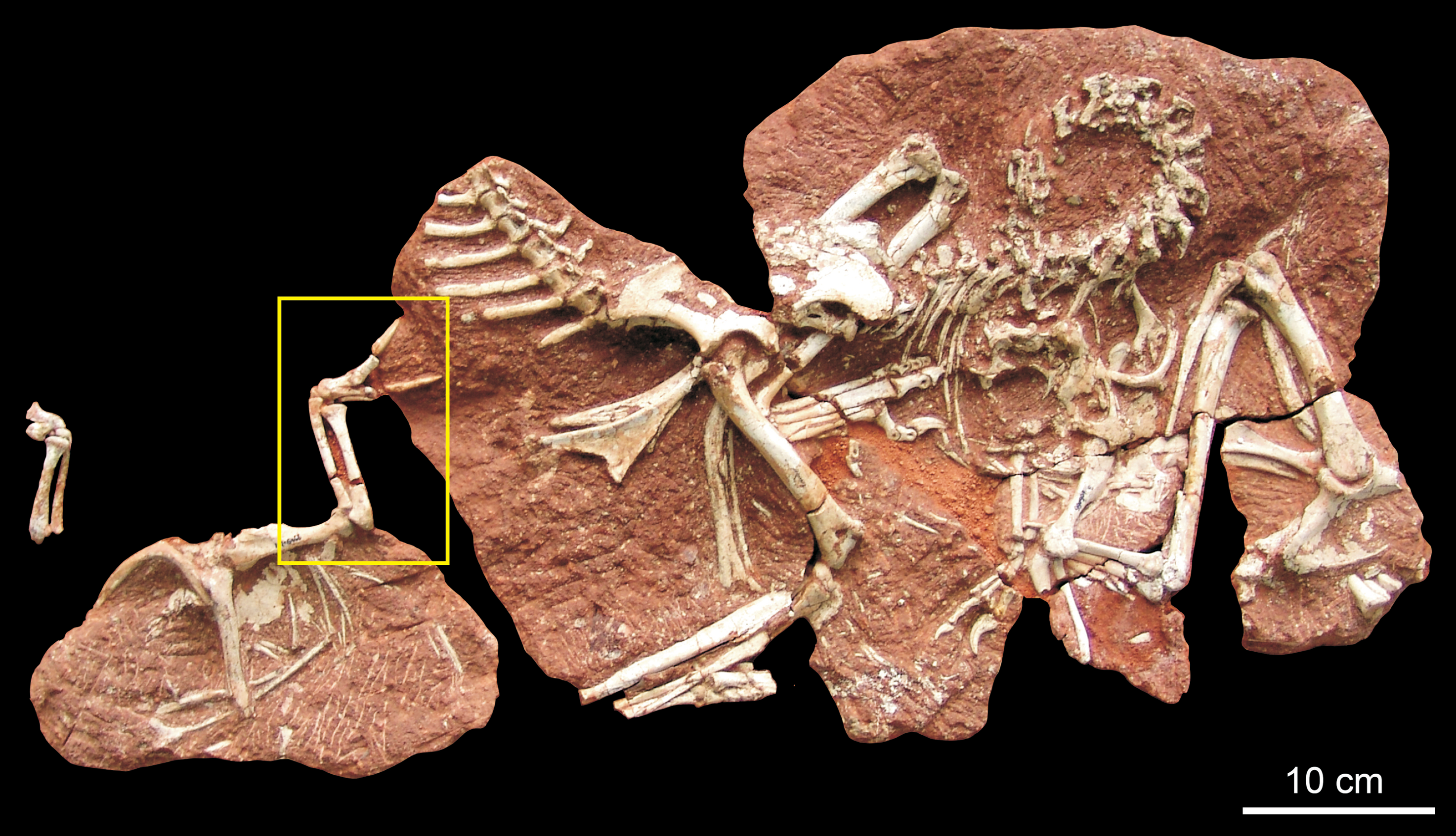
Het holotype

Er zijn dertien halswervels met een lengte van 52 centimeter, twaalf ruggenwervels met een lengte van 32 centimeter en acht sacrale wervels. Het aantal staartwervels is onbekend. Het dijbeen is 255 millimeter lang, het scheenbeen 32 centimeter.
Lü meende dat de vorm van de schoudergordel, waarin het dunne schouderblad vrijwel parallel loopt aan de ruggengraat en het schoudergewricht zijdelings gericht is, een aanwijzing vormt voor de hypothese dat de oviraptoriden vogels zijn die het vermogen tot vliegen weer hadden verloren.
In 2024 concludeerde een studie naar de pols dat die eenzelfde aanpassing had om de vleugel in te vouwen als bij vogels, door een zeer bol halvemaanvormig element en een afschuining van de ellepijp. Dit zou de slagpennen beschermd hebben.

## Fylogenie
Heyuannia werd door Lü in de Oviraptoridae geplaatst. Volgens een analyse van Halszka Osmólska uit 2004 maakte hij deel uit van de engere Oviraptorinae, maar volgens een studie van Nicholas Longrich uit 2010 van de Ingeniinae, als zustersoort van "Ingenia".

## Levenswijze
De gevonden eieren bevonden zich in open nesten. Ze zijn langwerpig waarbij één punt, naar beneden gericht, wat langer was dan de andere. De eieren zijn typisch twintig centimeter lang en hebben dwarsdoorsnede op het breedste punt van zo'n acht centimeter. Ze tonen onregelmatige geribbelde groeven in de lengterichting die dienden voor de zuurstoftoevoer en kooldioxideafvoer. De eieren zijn benoemd als een aparte oospecies, Macroolithus yaotunensis Zhao 1975. Ze zijn in 1995 beschreven door Heinrich Karl Erben, in het kader van diens, tegenwoordig als verouderd beschouwde, hypothese dat de dinosauriërs uitstierven omdat hun eierschalen steeds dunner werden.
De eieren tonen een voor het blote oog al duidelijk zichtbare vuile cyaanblauwe tint. In 2015 bleek uit een studie dat dit de oorspronkelijke kleur vertegenwoordigde. Via massaspectrometrie bij drie op verschillende locaties opgegraven specimina, waaronder het eierpaar NMNS-CYN-2004-DINO-05, werd de aanwezigheid van twee tetrapyrrole pigmenten vastgesteld, protoporfyrine en biliverdine. Het eerste zorgt bijvoorbeeld voor de bruine kleur van kippeneieren, het tweede kleurt onder andere de eieren van roodborstjes en emoes cyaan en zorgt ook voor blauwe plekken. Het onderzoek stelde ook de aanwezigheid van een bedekkend cuticulum vast, de eerste keer voor een dinosauriër die geen vogel is. De schutkleuren zouden een aanpassing zijn aan het gebruik van open nesten die bebroed werden; het broedende dier zou dan voor korte tijd het nest hebben kunnen verlaten zonder dat de eieren te veel opvielen. Bij moderne vogels is een felle blauwe of groene kleur vaak een prikkel voor het mannetje om de broedzorg te intensiveren en wijst dus op een sterke paarband bij Heyuannia.